# Stade de l’Abbé-Deschamps
Das Stade de l'Abbé-Deschamps ist ein Fußballstadion in der französischen Stadt Auxerre. Der Fußballverein AJ Auxerre (AJA) ist Eigentümer und Hauptnutzer der 1918 eröffneten Anlage. Es bietet 18.541 Plätze auf den vier Rängen. Benannt ist es nach dem Vereinsgründer der AJA, dem Priester (französisch abbé) Ernest-Théodore Valentin Deschamps, der bis zu seinem Tod im Jahr 1949 auch Präsident des Klubs war.